# Funeral tongano
Los funerales en Tonga, a pesar de la gran influencia del cristianismo, siguen siendo un asunto tradicional y una parte importante de la cultura tongana, especialmente si se trata de la muerte de un miembro de la familia real o de un alto jefe.

## Vestimenta
La influencia del cristianismo en Anga Faka Tonga (cultura tongana) se ve en la ropa negra que usan las personas durante el período de luto. Este período y por lo tanto la obligación de vestir de negro, difiere dependiendo de cuán estrechamente relacionado esté la personas con el fallecido. Para un conocido puede ser unos días; para una relación distante pueden ser algunas semanas, mientras que para los familiares cercanos el período de duelo puede durar hasta un año. Esto es independiente de si se usa o no una taʻovala. Para aquellos que llevan uniforme, se permite un brazalete negro. 
Las apariciones en público se realizan con una taʻovala (estera atada alrededor de la cintura), esta se utiliza durante el período de luto. Y seguro al asistir al funeral en sí, es obligatorio. Asistir al funeral es obligatorio. El tipo de estera que se utiliza en la ceremonia varía según la relación que se tenía con el fallecido. Los parientes más cercanos, son "inferiores" en términos de parentesco. Del lado del "hermano" visten esteras más viejas y rasgadas, mientras que del lado de la "hermana" se utilizan esteras finas, que por lo general, provienen de la familia. Las personas que no están relacionadas deben usar esteras finas, fakaʻahu.    
En el caso de la muerte de un monarca, todos son "inferiores" 

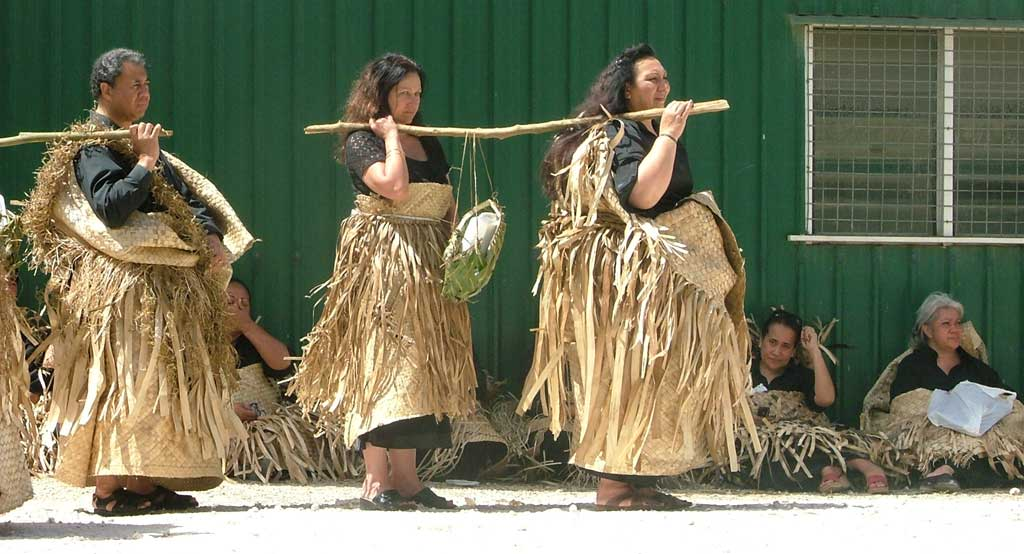
La familia Tuita presenta su haʻamo en las ceremonia fúnebres del rey Taufa'ahau Tupou IV el 19 de septiembre de 2006.

## Entierro
El entierro en sí comienza con un servicio religioso, el número de reverendos/sacerdotes, el número de sus sermones y, por lo tanto, la duración del servicio es proporcional al rango del cadáver. Después de eso, todos van en procesión hacia el cementerio donde yacerá el cuerpo. Una banda de música puede dirigirla. Si se trata de un funcionario de alto rango, será la banda de música de la policía.   

## Muerte de un Monarca
La figura del rey es sagrada. Es el clan Haʻa Tufunga el que se encarga de las tareas funerarias. El entierro es dirigido por el Lauaki, que sirve como el enterrador real, y solo los conocidos como nima tapu ("manos sagradas") pueden tocar los restos del rey muerto. 
Los emperadores Tuʻi Tonga, fueron enterrados en los langi (túmulos funerarios), la mayoría se encuentran en Lapaha. La Dinastía Tupou, que desciende de los Tuʻi Kanokupolu, es enterrada en Mala'ekula. 

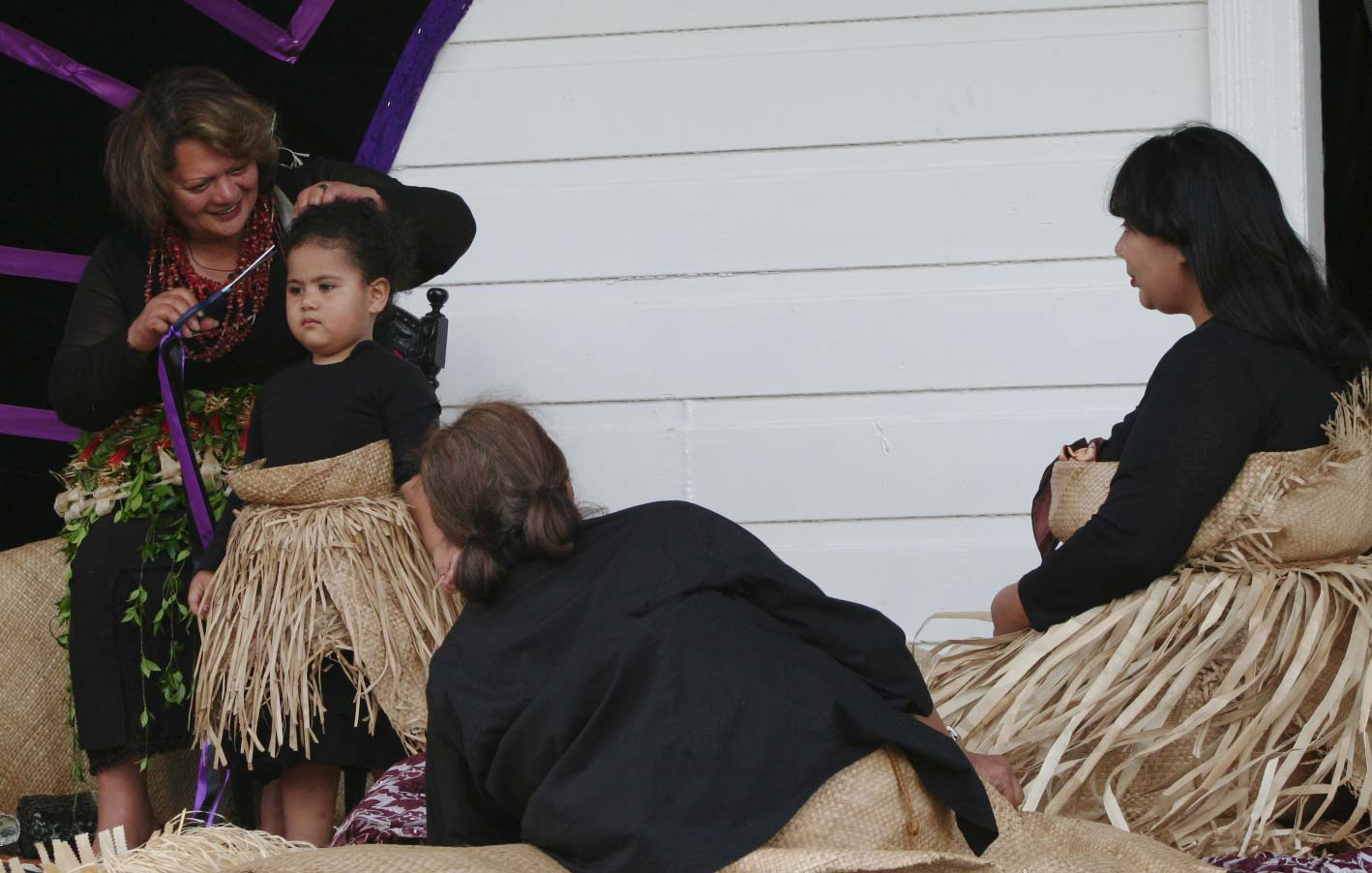
Después del laDespués del décimo día, parientes femeninas se cortan el cabello. Aquí la princesa Phaedra Fusituʻa se corta el pelo, mientras que su madre, Lupepauʻu, mira desde la derecha. Como el cabello y la cabeza (especialmente de la realeza) se consideran tabú, debe hacerlo alguien que no pertenezca al sistema de clasificación de Tonga, como la princesa maorí Heeni Katipa (a la izquierda).

## Resultado
En caso del fallecimiento de un jefe importante, durante 10 días después del entierro, los familiares y allegados proporcionan comida de horno de tierra a la familia del difunto. Dicho alimento se coloca en cestas, tejidas con palma de coco. La tradición marca que la canasta debe ser llevada desde un poste sobre los hombros, esto es el haʻamo.   
Durante el período de luto inicial, las mujeres no peinan su cabello, sino que los dejan suelto. Al final de los 10 días este es cortado. En la época precristiana una parte del dedo meñique, o en su defecto, otro dedo se cortaba. En 1643, Abel Tasman observó que muchas personas estaban perdiendo dedos. Incluso en 1865, el príncipe heredero Tevita 'Unga fue descrito como "con 2 dedos menos, cortados en homenaje a parientes fallecidos".
El décimo día se conoce como pongipongi tapu (mañana sagrada) y se realiza un taumafa kava (ceremonia de la kava real), es en este momento, cuando se le otorga al heredero, el título oficial. 
El final del período de luto, cien días después, está marcado por el lanu kilikili (lavado de las piedras), cuando pequeñas piedras negras (piedras volcánicas, recolectadas de islas como Tofua) se frotan con aceite de olor dulce sobre la tumba.  